# Luki Gosche
Luki Gosche (sinh ngày 13 tháng 1 năm 1986)
là một cầu thủ đến từ Samoa. Anh chơi ở vị trí tiền vệ cho đội tuyển quốc gia tại Vòng sơ loại World Cup 2014 khu vực châu Đại Dương.

## Liên kết khác
Luki Gosche tại National-Football-Teams.com